# Тафт (Вісконсин)
Тафт (англ. Taft) — місто (англ. town) в США, в окрузі Тейлор штату Вісконсин. Населення — 310 осіб (2020).

## Демографія
Згідно з переписом 2010 року, у місті мешкало 430 осіб у 160 домогосподарствах у складі 122 родин. Було 206 помешкань
Расовий склад населення:
| - 97,7 % — білих - 0,9 % — корінних американців - 1,2 % — осіб інших рас |

До двох чи більше рас належало 0,2 %. Частка іспаномовних становила 1,6 % від усіх жителів.
За віковим діапазоном населення розподілялося таким чином: 24,7 % — особи молодші 18 років, 63,0 % — особи у віці 18—64 років, 12,3 % — особи у віці 65 років та старші. Медіана віку мешканця становила 40,9 року. На 100 осіб жіночої статі у місті припадало 116,1 чоловіків;  на 100 жінок у віці від 18 років та старших — 106,4 чоловіків також старших 18 років.
Середній дохід на одне домашнє господарство  становив 65 255 доларів США (медіана — 52 955), а середній дохід на одну сім'ю — 74 737 доларів (медіана — 60 694). Медіана доходів становила 40 750 доларів для чоловіків та 28 929 доларів для жінок. За межею бідності перебувало 11,0 % осіб, у тому числі 14,3 % дітей у віці до 18 років та 17,7 % осіб у віці 65 років та старших.
Цивільне працевлаштоване населення становило 218 осіб. Основні галузі зайнятості: виробництво — 22,9 %, сільське господарство, лісництво, риболовля — 22,0 %, освіта, охорона здоров'я та соціальна допомога — 12,4 %, будівництво — 11,5 %.